# Charenton-le-Pont
Charenton-le-Pont település Franciaországban, Val-de-Marne megyében. Lakosainak száma 28 756 fő (2022. január 1.).

## Népesség
A település népességének változása:
| Lakosok száma | 30 408 | 30 722 | 30 793 | 30 374 | 30 053 | 29 882 | 29 632 | 29 445 | 28 756 |
|               | 2013   | 2015   | 2016   | 2017   | 2018   | 2019   | 2020   | 2021   | 2022   |